# Forêt nationale de Manti-La Sal
La forêt nationale de Manti-La Sal, en anglais Manti-La Sal National Forest, est une forêt nationale américaine située dans l'ouest du Colorado et le sud-est de l'Utah. Couvrant 5 143 km2, cette aire protégée créée le 28 août 1950 est gérée par le Service des forêts des États-Unis.